# الحزب الوطني الديمقراطي (العراق 2003)
الحزب الوطني الديمقراطي هو حزب سياسي عراقي علماني. تأسس الحزب بعد غزو العراق عام 2003، حيث سعى العديد من العراقيين، بمن فيهم نصير الجادرجي، نجل الزعيم السابق كامل الجادرجي، وعبد الأمير عبود رحيمة، إلى إحياء حزب الوطني الديمقراطي التاريخي.
شارك الحزب في الانتخابات العراقية لعام 2005 وحصل على 36795 صوتًا، وهو ما يكفي للحصول على مقعد واحد. خسر الحزب التمثيل النيابي في الانتخابات التي جرت في ديسمبر / كانون الأول 2005، إلا أن عضوًا بارزًا في الحزب، وهو هاشم عبد الرحمن الشبلي، تم ترشيحه وزيراً للعدل من قبل القائمة الوطنية العراقية.
في انتخابات المحافظات لعام 2009 في البصرة، خاض الحزب الانتخابات ضمن قائمة التوجه الوطني، إلى جانب كل من الحزب الشيوعي العراقي، والتجمع الديمقراطي الشعبي وأبناء العراق المستقلين.
يعتبر نصير الجادرجي زعيما سابق للحزب، والزعيم الحالي للحزب هو عبد الفيصل إحميد، والد عضو البرلمان الأوروبي عبير السهلاني.